# MOA-2011-BLG-262L b
MOA-2011-BLG-262L bとは、自由浮遊惑星とされている天体 MOA-2011-BLG-262L の周りを公転しているとされる太陽系外衛星候補である。

## 概要
MOA-2011-BLG-262L bは重力マイクロレンズ法で2013年に発見された。
MOA-2011-BLG-262L bは、自由浮遊惑星の周りを公転する太陽系外衛星としての初の発見例となる。この発見は、太陽系外衛星を重力マイクロレンズ法で検出できる可能性があることを示している。

## 特性
銀河バルジに位置し、巨大ガス惑星または低質量の赤色矮星を公転する海王星のような天体と言われている。質量は木星の約0.06倍、半径は木星の約0.2倍とされている。しかし、地球よりも質量が小さい可能性もある。ただし、詳しいMOA-2011-BLG-262LとMOA-2011-BLG-262L bの特性などは分かっていない。